# G.E.M.

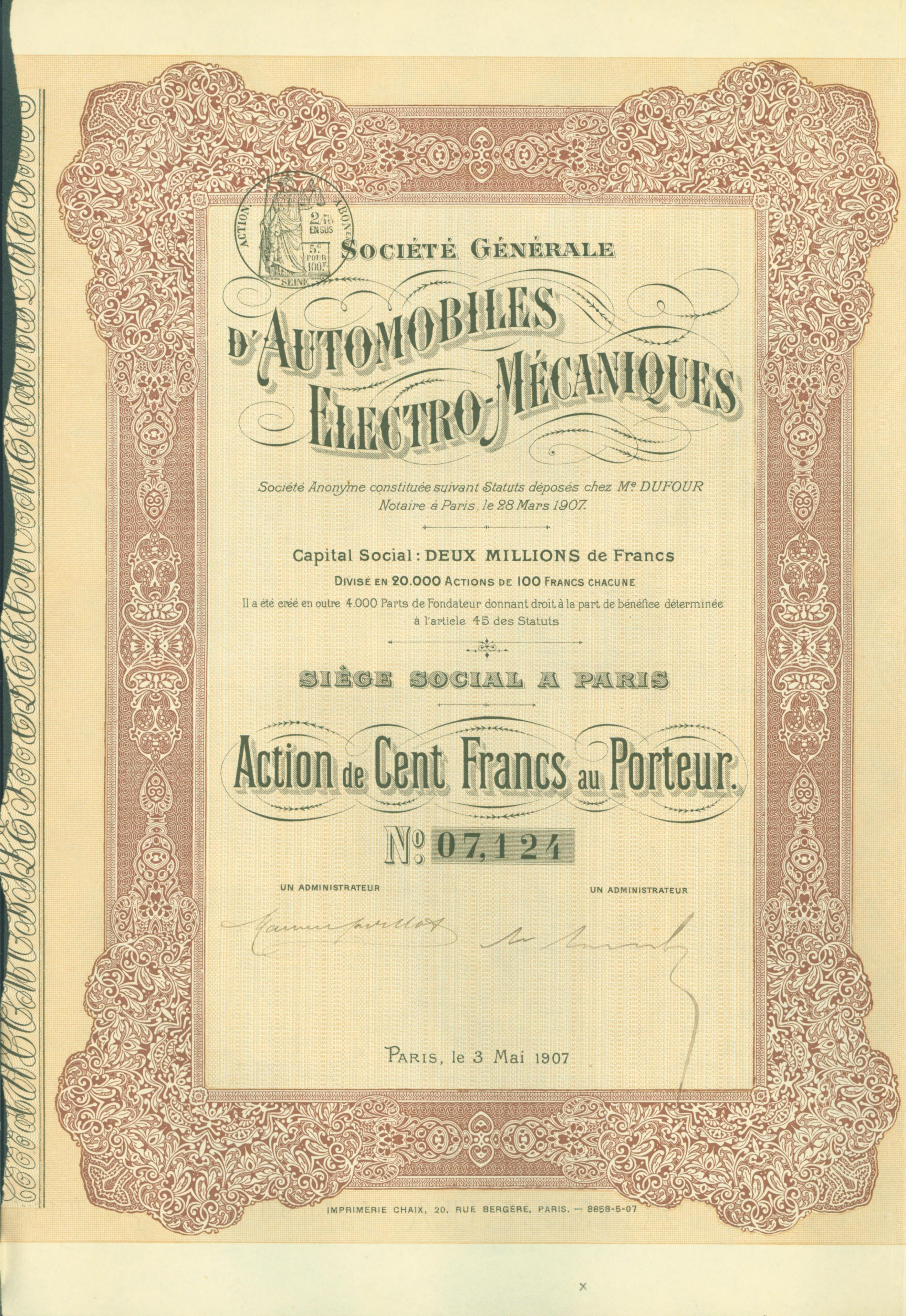
Aktie der Soc. Générale d'Automobiles Electro-Mécaniques vom 3. Mai 1907

Die Société Générale d’Automobiles Électro-Mécaniques war ein französischer Hersteller von Automobilen.

## Unternehmensgeschichte
Das Unternehmen aus Puteaux begann 1907 mit der Produktion von Automobilen. Der Markenname lautete GEM. Konstrukteur war Léonce Girardot, der zuvor bei C.G.V. tätig war. 1909 endete die Produktion.

## Fahrzeuge
Nach einer Lizenz von Auto-Mixte entstanden Modelle mit Hybridantrieb. Ein Vierzylinder-Schiebermotor der Daimler Motor Company mit 20 PS Leistung wurde während der Fahrt zum Laden der Batterien verwendet.